# Церква Рівноапостольних Костянтина і Олени (Розалівка)
Церква Рівноапостольних Костянтина і Олени (у минулому — Царе-Костянтинівська церква) — чинна церква у селі Розалівка Роздільнянського району, Одеська область. Парафія  Рівноапостольних Костянтина і Олени належить до Балтської єпархії Української православної церкви Московського Патріархату. Вона є найстарішою православною спорудою у Роздільнянському районі.

## Історія

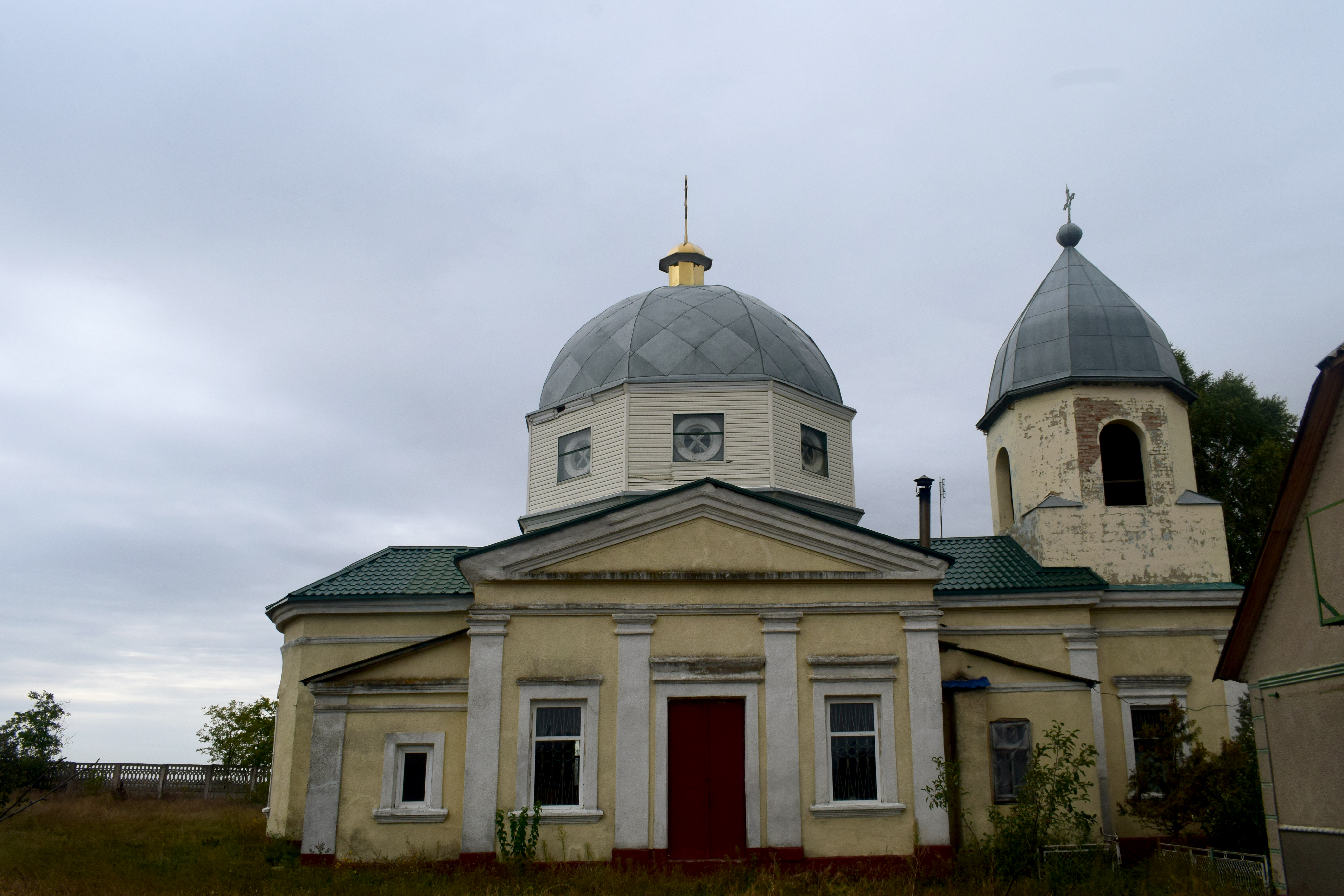
Вигляд на церкву збоку

Свято-Костянтино-Оленівська церква була заснована у 1797 році.
З 1888 року церкву очолював Костянтин Григорієв Захарієвич. Це було його 3-тє місце ведення служби.
У 1889 році перебудована на пожертви парафіян.
Новим псаломщиком у 1905 році, замість Іоакима Мінакова, став  Андрій Андрєєв Боголюбський. Це було його 2-ге місце ведення служби.
На 1906 рік церква розташовувалась у Понятівській волості Тираспольського повіту Херсонській губернії. Парафіянами були українці (1306 чоловіків та 1262 жінки) з села Розалівка, селищ Ангелінівка, Андріяшівка, Віровка, Грузинівка, Єлисаветполь, Олено-Костянтинівка, Іванівка, Іоанно-Богословка, Миролюбівка, Нікольське, Павлівка, Сираківка, Фатуровське, Юргівка, Яковлівка, хуторів Лучинський, Матишівка, Ново-Матишівка, Стольниченко, залізничного селища Кучурган.
У церкві вели службу священник та псаломщик. Священником був Костянтин Григорієв Захарієвич (54 роки).Він  закінчив Київську духовну семінарію по 2-му розряду, також є законовчителем у розалівській школі, вдовець, мав двох синів (20 та 16 років). Сан священника здобув у 1879 році. Отримував квартирну допомогу в розмірі 60 рублів. Плата від парафії становила 294 руб. Псаломщиком був Андрій Андрєєв Боголюбський (50 років), зі середнього відділу Липецького духовного училища. Мав сім'ю: жінка і п'ятеро дітей (11, 10, 7, 5 і 3 роки). Сан псаломщика здобув у 1900 році. Отримував квартирну допомогу 20 руб. Плата від парафії — 98 руб. Разом мали 33 десятини церковної землі.
На 1913—1914 рік місцева Царе-Костянтинівська церква, яку очолював священник Олексій Курбет, відносилась до Тираспольської благочинної округи.

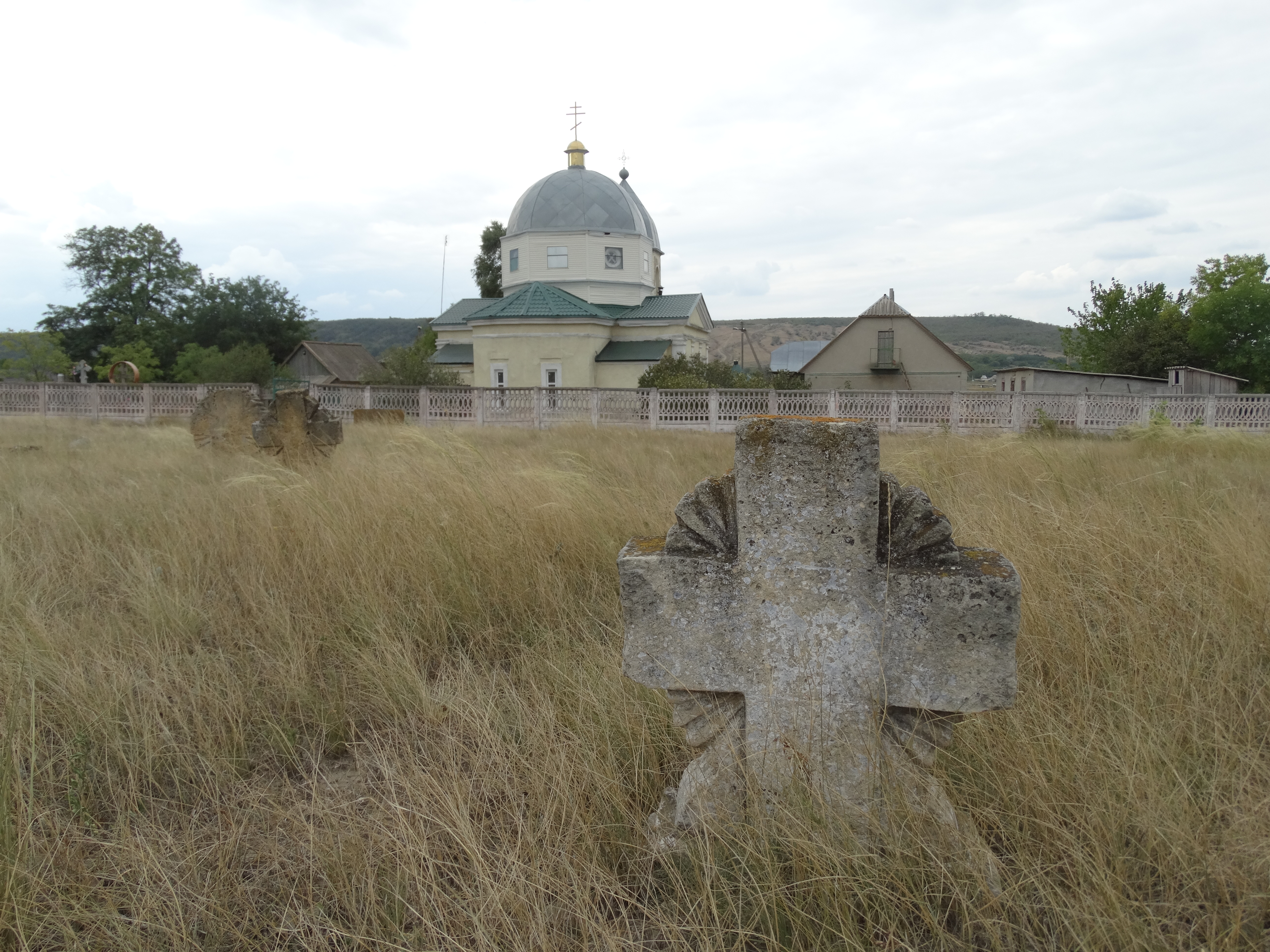
Старий цвинтар при церкві